# 1957 v dopravě
Tento článek obsahuje seznam událostí souvisejících s dopravou, které proběhly roku 1957.

## Leden
- 31. ledna

 Ukončen provoz trolejbusové sítě ve velšském městě Pontypridd.

## Únor
- 26. února

 Zahájen provoz trolejbusů v Pekingu.

## Březen
- 3. března

 Ukončení tramvajového provozu ve Versailles.
- 17. března

 Ukončen provoz trolejbusové sítě v Augsburgu.

## Duben
- 1. dubna

 V Litvínově byl uveden do provozu první úsek normálněrozchodné meziměstské tramvajové tratě Most – Litvínov.
- 18. dubna

 Zahájen provoz trolejbusů v Montreux.
- 25. dubna

 Ukončen tramvajový provoz ve Vyborgu.
- 28. dubna

 Při železniční nehodě v Bylnici na Zlínsku zemřelo 10 lidí a 4 byli těžce zraněni.
- 30. dubna

 Ukončen provoz tramvají v Mechelenu.

## Červen
- 30. června

 Ukončen provoz na předměstské tramvajové trati Lyon – Neuville.

## Červenec
- 7. července

 Ukončen provoz tramvají v Toulouse.
- 30. července

 Na trať Rybník – Lipno nad Vltavou byla dodána firmou Škoda prototypová elektrická lokomotiva E422.001 (pozdější 100.001).
- 31. července

 Ukončen provoz trolejbusové sítě v Darlingtonu.

## Září
- 30. září

 V Ženevě byla přijata Úmluva o přepravě nebezpečných věcí (ADR).

## Říjen
- 26. října

 Ukončen provoz trolejbusové sítě v Oldenburgu.

## Listopad
- 6. listopadu

 Zahájen provoz tramvají ve městě Komsomolsk na Amure.
- 7. listopadu

 Po trati Praha – Česká Třebová projel první vlak elektrické trakce. Pravidelný elektrický provoz byl na této trati zahájen až v roce 1961.
- 11. listopadu

 Zahájen provoz trolejbusů v Novosibirsku.

## Prosinec
- 20. prosince

 Zahájen provoz trolejbusů v uzbeckém Samarkandu.
- 21. prosince

 Zahájen provoz trolejbusů v ukrajinském Kryvoj Rihu.
- 31. prosince

 Ukončen provoz trolejbusů ve městě Chiusa di Pesio.
- 31. prosince

 Ukončen provoz tramvají ve Staßfurtu.

## Neurčené datum
Ukončen provoz tramvají v Soluni.